# Secteur fortifié de Haguenau

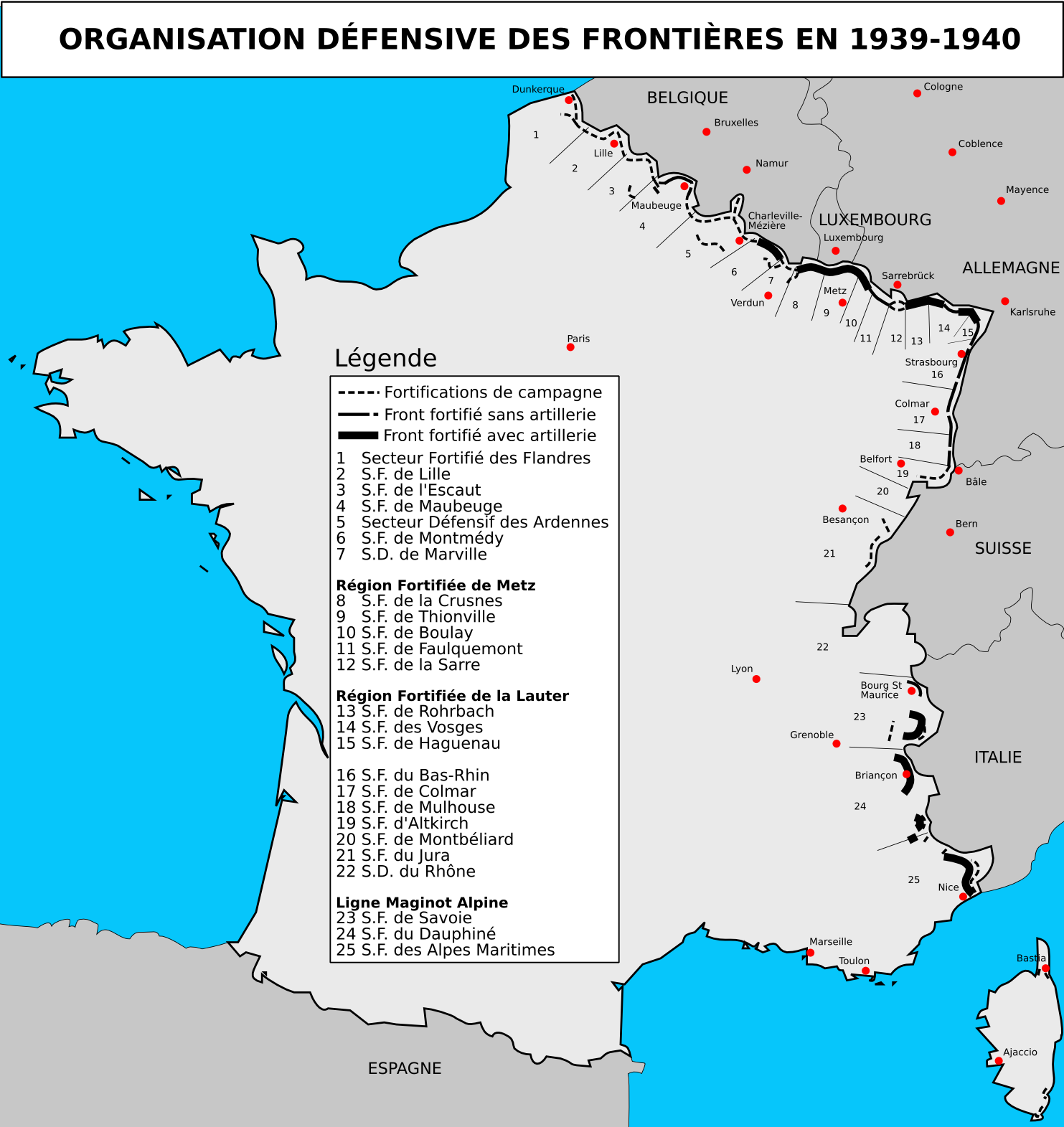
Carte de l'organisation en secteurs de la ligne Maginot.

Le secteur fortifié de Haguenau (orthographié « d'Haguenau » à l'époque)[réf. souhaitée] est une partie de la ligne Maginot, situé entre le secteur fortifié des Vosges à l'ouest et le secteur fortifié du Bas-Rhin au sud.
Il forme une ligne s'éloignant de la frontière franco-allemande pour rejoindre le Rhin en faisant une courbe, en couvrant la ville de Haguenau, de Drachenbronn-Birlenbach à Stattmatten (dans le Bas-Rhin). Les fortifications du secteur sont puissantes pour sa partie occidentale, mais sa partie orientale n'est qu'une ligne de casemates dans la plaine d'Alsace, hors de portée des ouvrages d'artillerie.
Pour un article plus général, voir Ligne Maginot.

## Organisation et unités
D'abord sous commandement de la 20e région militaire (QG à Nancy) jusqu'à la déclaration de guerre, le secteur passe alors sous commandement de la 5e armée : il est sous l'autorité du 12e corps d'armée, composé de la 70e division d'infanterie (de réserve, série B) et de la 16e division d'infanterie (de réserve, série A).
Le secteur est divisé en quatre sous-secteurs fortifiés, avec les unités suivantes comme équipages des ouvrages et casemates ainsi que comme troupes d'intervalle stationnées entre ceux-ci après la mobilisation :
- sous-secteur de Pechelbronn, confié au 22e régiment d'infanterie de forteresse ;
- sous-secteur de Hoffen, confié au 79e régiment d'infanterie de forteresse ;
- sous-secteur de Soufflenheim, confié au 23e régiment d'infanterie de forteresse ;
- sous-secteur de Sessenheim, confié au 68e régiment d'infanterie de forteresse.

L'artillerie du secteur est composée des :
- 156e régiment d'artillerie de position (sous-secteurs de Pechelbronn et Soufflenheim, fournissant les artilleurs des ouvrages ainsi que deux groupes de position : douze canons de 75 mm modèle 1897, huit 120 mm L 1878 de Bange, quatre 145 mm 1916 Saint-Chamond, neuf 150 mm T 1917 Fabry et vingt-quatre 155 mm L 1918 Schneider[3]) ;
- 69e régiment d'artillerie mobile de forteresse (sous-secteurs de Soufflenheim et Hoffen, trois groupes tractés armés avec vingt-quatre canons de 75 mm 1897/1933 TTT et douze 155 mm C 1917 Schneider TTT[4]).

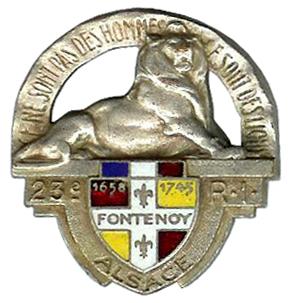
Insigne du 23e RIF.
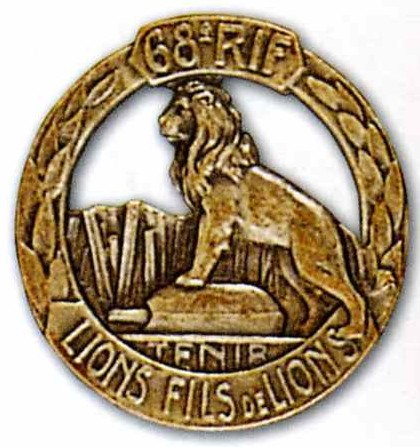
Insigne du 68e RIF.
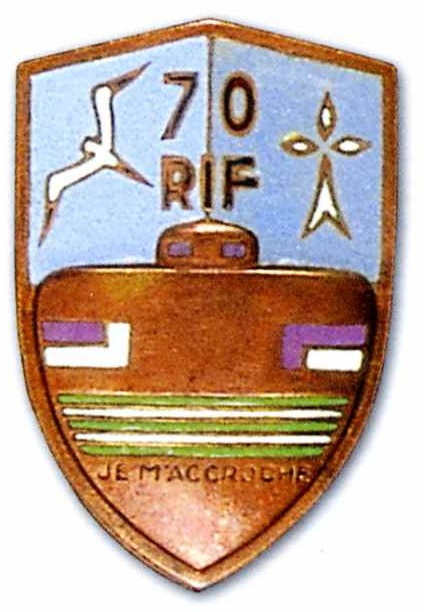
Insigne du 70e RIF.
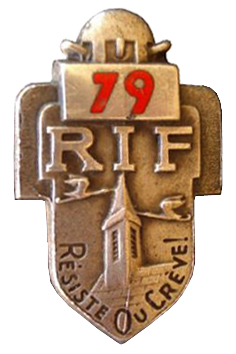
Insigne du 79e RIF.

## Composants

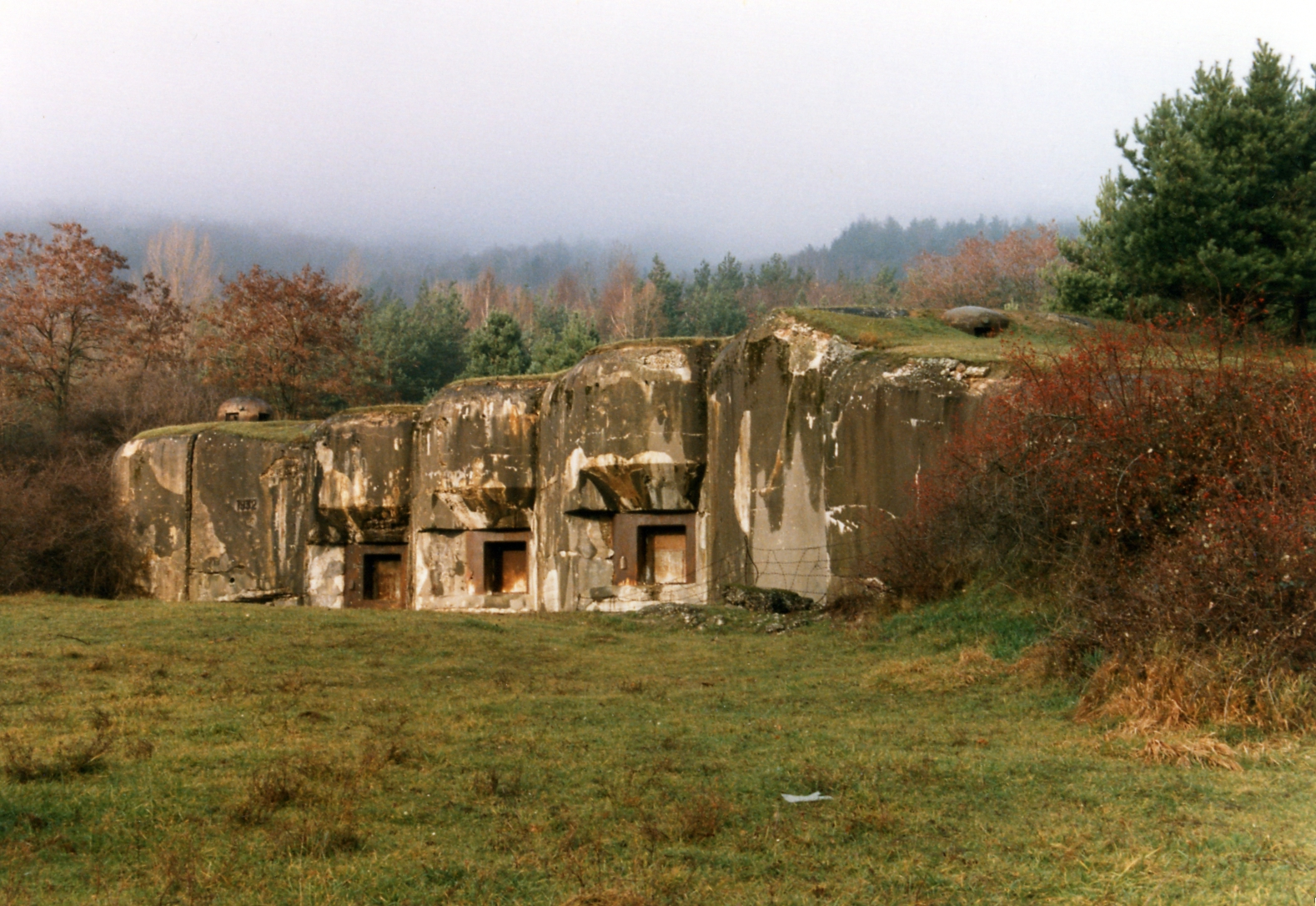
Bloc 6 de l’ouvrage du Hochwald, casemate d'artillerie pour trois canons de 75 mm modèle 1929.

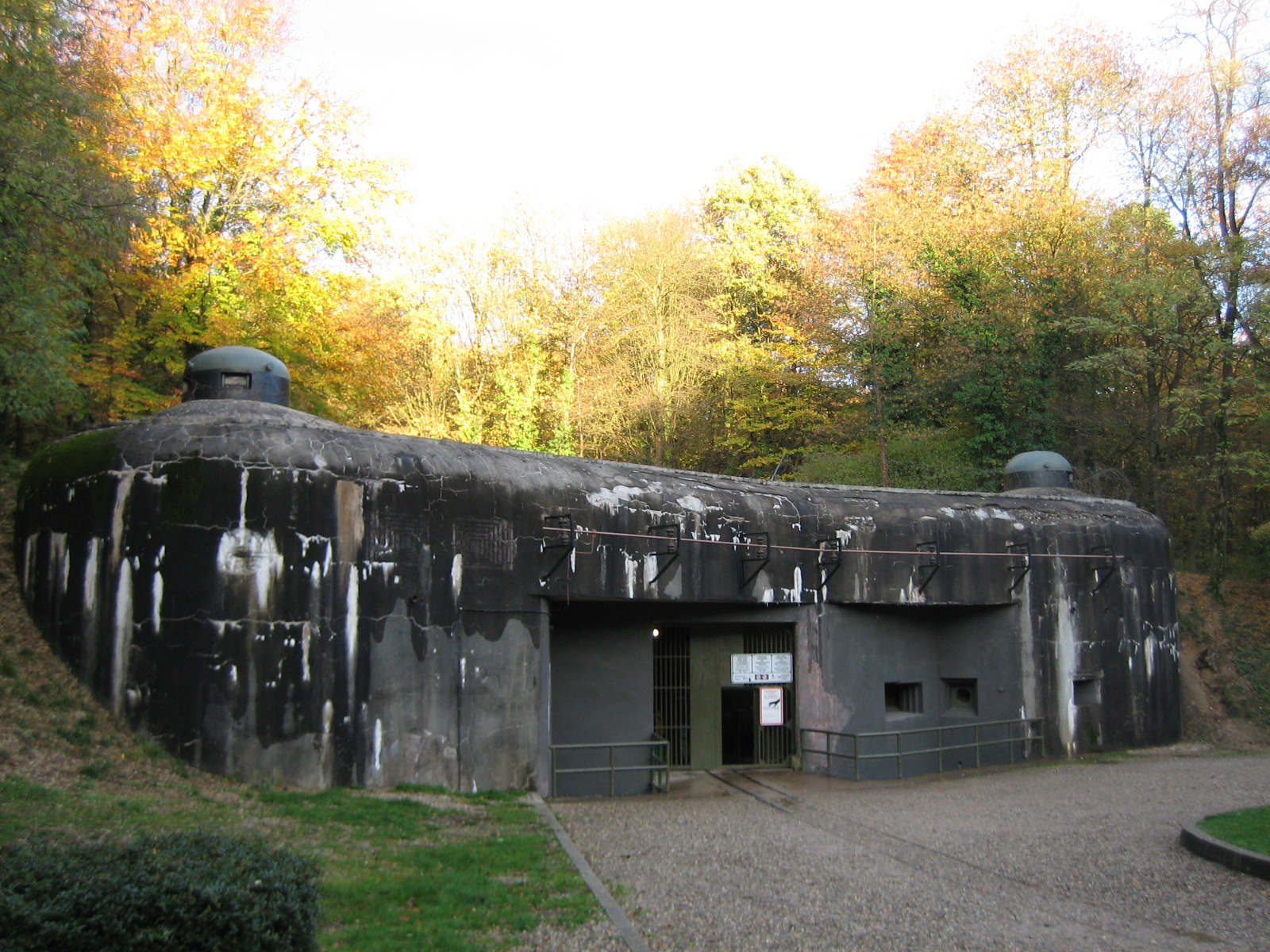
Entrée des munitions de l'ouvrage de Schœnenbourg.

Le secteur fortifié de Haguenau englobe le dernier contrefort des Vosges du Nord, sur lequel est perché le plus grand ouvrage de la ligne Maginot en Alsace : le Hochwald.
Le reste du secteur s'étale dans la plaine d'Alsace jusqu'au Rhin sous la forme d'une ligne de casemates en partie sous la protection de l'artillerie du puissant ouvrage de Schœnenbourg.

### Ouvrages CORF
Une caractéristique du secteur fortifié de Haguenau consiste en l'absence de petits ouvrages d'infanterie. Certains ensembles, comme le réduit du Hochwald ou les casemates d'Oberrœdern, devaient atteindre cette dénomination, mais leur avancement n'a jamais atteint le stade d'un ouvrage d'infanterie cohérent.
- Gros ouvrage du Hochwald
- Gros ouvrage de Schœnenbourg

### Casemates d'intervalle CORF
- Casemate de Schmeltzbach Ouest
- Casemate de Schmeltzbach Est
- Casemate de Drachenbronn Nord
- Casemate de Drachenbronn Sud
- Casemate de Bremmelbach Nord
- Casemate de Bremmelbach Sud
- Casemate de Breitenacker Nord
- Casemate de Breitenacker Sud
- Casemate d'Ingolsheim Nord
- Casemate d'Ingolsheim Sud
- Casemate de Hunspach Village
- Casemate de Hunspach Station

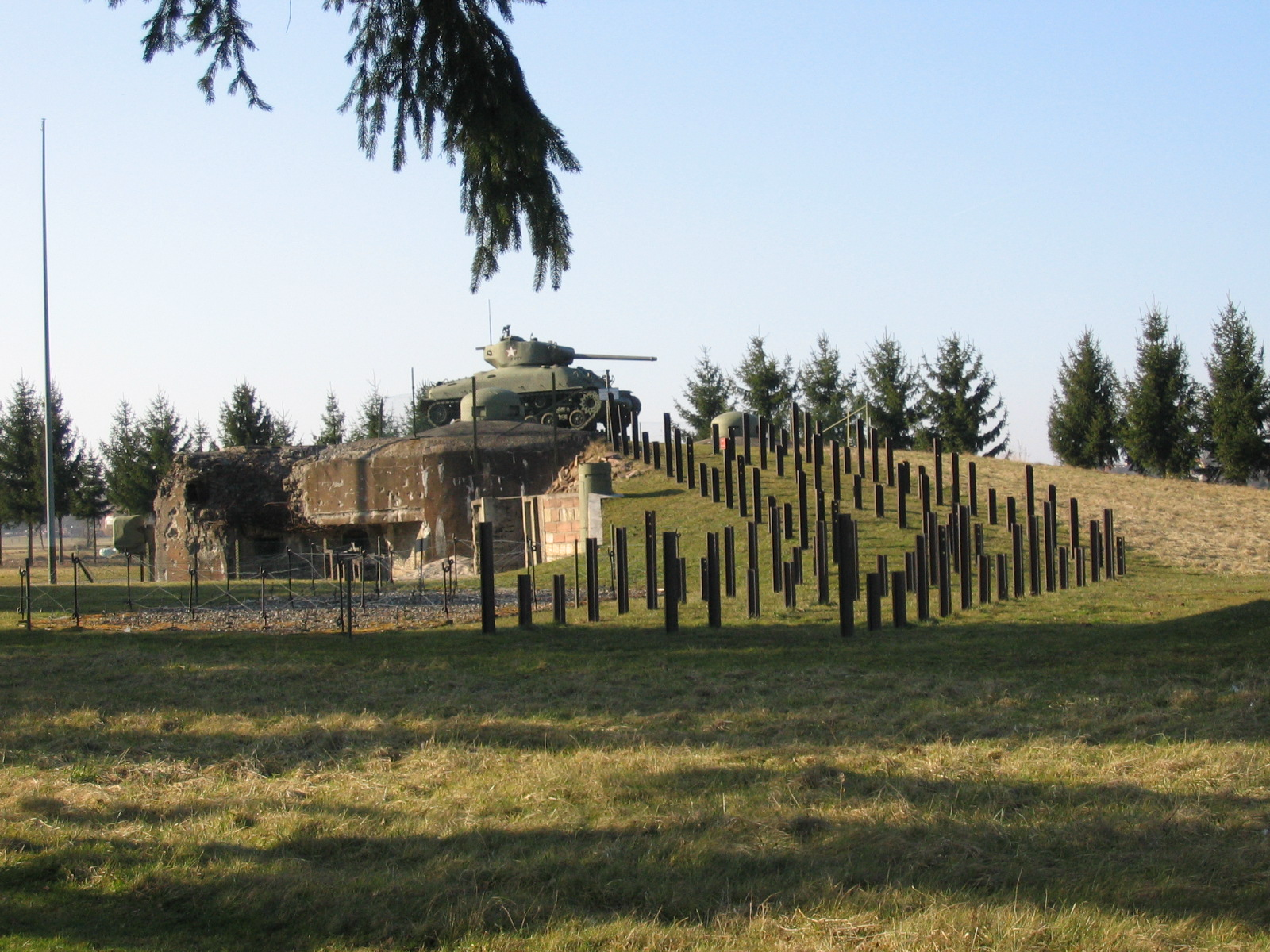
La casemate d'Esch (en 2006) : la casemate coiffée d'un Sherman M4 et une partie du réseau de rails antichar.

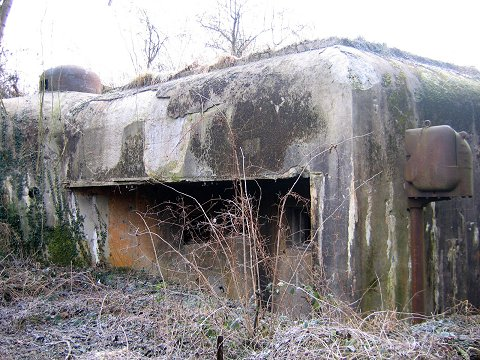
Casemate d'Auenheim Sud.

- Casemate du Moulin de Hunspach Nord
- Casemate du Moulin de Hunspach Sud
- Casemate du Bois de Hoffen
- Casemate de Hoffen Ouest
- Casemate de Hoffen Est
- Casemate d'Aschbach Ouest
- Casemate d'Aschbach Est
- Casemate d'Oberrœdern Ouest
- Casemate d'Oberrœdern Est
- Casemate de Seltz
- Casemate de Hatten Nord
- Casemate de Hatten Sud
- Casemate d'Esch
- Casemates de Rittershoffen (1 à 6)
- Casemate de Koenigsbruck Nord
- Casemate de Koenigsbruck Sud
- Casemate du Heidenbuckel
- Casemate de Rountzenheim Nord
- Casemate de Rountzenheim Sud
- Casemate d'Auenheim Nord
- Casemate d'Auenheim Sud
- Casemate de Fort Louis Village

### Abris d'intervalle CORF
- Abri de la Walkmuhle
- Abri de Birlenbach
- Abri du Grassersloch
- Abri de Schœnenbourg
- Abri du Buchholzerberg
- Abri de Hoffen
- Abri de Hatten
- Abri de la Sauer
- Abri de Koenigsbruck
- Abri de la Donau
- Abri du Heidenbuckel
- Abri de Soufflenheim
- Abri de Statmatten
- Abri de Beinheim Nord
- Abri de Bienheim Sud

### Observatoires CORF
- Observatoire de Hunspach
- Observatoire du Buchholzberg
- Observatoire de Hatten

### Casernements
Le secteur est doté de quatre casernements de sûreté. Les deux principaux sont ceux qui correspondent aux gros ouvrages du secteur : Drachenbronn et Schœnenbourg ; les deux autres étant à Hoffen et à Soufflenheim.

### Dépôt
- Neubourg, dépôt de munitions et du génie.